# Pál Losonczi

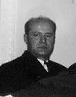
Pál Losonczi

Pál Losonczi (Bolhó, 18 september 1919 - Kaposvár, 28 maart 2005), was van 1967 tot 1987 staatshoofd van Hongarije.
Losonczi sloot zich in 1945 aan bij de Hongaarse Communistische Partij (later Hongaarse Socialistische Arbeiderspartij, MSzMP). In 1953 werd hij voor de communistische MSzMP in het parlement gekozen. Van 1960 tot 1967 bekleedde hij de post van minister van Landbouw. In 1967, na het vrij onverwachte aftreden van de President van de Presidentiële Raad (het staatshoofd) István Dobi, werd Losonczi tot diens opvolger gekozen (14 april 1967). Dit ambt bekleedde hij tot 25 juni 1987, toen de kandidaat van de hervormingsgezinde communisten, Károly Németh, tot staatshoofd werd gekozen. 
Losonzci bleef nog tot 1989 lid van het parlement. In 1990 doneerde hij een collectie van 182 cadeaus, die hij als staatshoofd had ontvangen, aan het museum van Somogy in Kaposvár, zijn boeken schonk hij aan een school in Barcs.
Pál Losonczi overleed op 28 maart 2005.